# Martín Sarmiento
Pedro Xosé García Balboa (Villafranca del Bierzo, 9 de març de 1695 - Madrid, 7 de desembre de 1772), més conegut com a fra Martín Sarmiento fou un frare benedictí i erudit gallec del segle xviii. Se'l considera un dels fundadors de la filologia romànica en general i de la gallega en particular.
Va néixer a Vilafranca do Bierzo però quan tenia quatre mesos la seva família va anar a viure a Pontevedra, d'on deia que era natural. Amb quinze anys va marxar a Madrid per ingressar a l'Orde de Sant Benet.
Va impulsar la creació del Jardí Botànic de Madrid i de diferents càtedres d'història natural, agricultura i botànica.
Són importants les descripcions dels seus viatges a Galícia per la gran quantitat d'informació etnogràfica sobre el poble gallec d'aquell temps. A més, va defensar l'ús del gallec en l'educació, la predicació, la justícia i l'administració, en un temps en què aquesta llengua estava desprestigiada pel centralisme.
Va aconseguir reunir una de les biblioteques privades més importants d'Espanya de la primera meitat del segle xviii.
L'any 1755 el pare Martín Sarmiento fou nomenat, pel rei Ferran VI, abat del benedictí monestir de Santa Maria de Ripoll, a Catalunya. Però, finalment hi renuncià per l'important capital dinerari que requeria l'expedició dels títols, documents i butlles corresponents. Tot i que oficialment es digué que era pel clima i que el càrrec el privaria de dedicar-se a l'estudi.

## Obra publicada

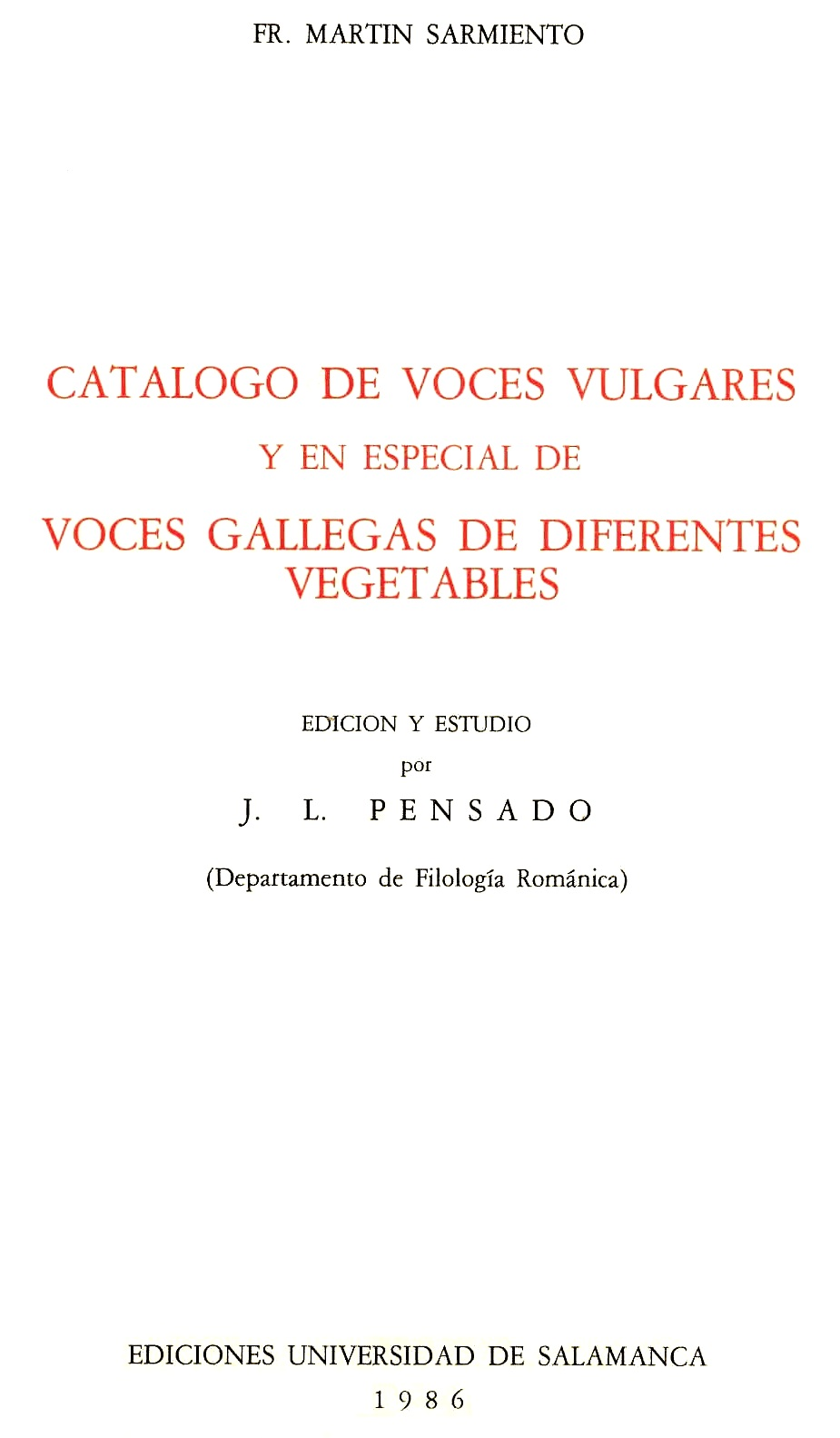
Catálogo de voces vulgares y en especial de voces gallegas de diferentes vegetales, 1996.

- “Aprobación” de la Ilustración Apologética de Feijoo, Madrid, 1729
- Planta curiosa sobre entablar los estudios en la Orden Benedictina de España (1729)
- Demonstracion Critico-Apologetica del Theatro Critico Universal (1732)[4]
- Memorias para la historia de la poesía y poetas españoles (1741-45)[5]
- Cartas sobre el estado de la religión benedictina y pago del 8 % (1743)
- Reflexiones Literarias para una biblioteca Real (1743)[6]
- Viaxe a Galicia (1745) (Viaje a Galicia, 1745)
- Coloquio en mil duascentas coplas galegas ou Colección de voces y frases gallegas ou Coloquio de veinticuatro gallegos rústicos (1746-47)[7]
- Coplas gallegas y Glosario (1746)
- Cartas al Duque de Medinasidonia (1747-1770)
- Sistema de adornos ... para el nuevo Palacio Real (1747-53)
- Catálogo de algunos libros curiosos y selectos (1748)[8]
- Plano de un nuevo y fácil método para recoger infinitos materiales para una general descripción geográfica y completa de toda la Península y toda la América (1751)
- Notas al privilegio de Ordoño II (1752)[9]
- Catálogo de voces vulgares y en especial de voces de diferentes vegetables (1754-55)
- Viaje a Galicia de Fr. Martín Sarmiento (1754-1755)
- Sobre el Origen de la Lengua Gallega y sobre la Paleografía española (1755)
- Sobre el chasco que se da a los gallegos en la Cruz de Ferro (1756)
- Sobre los vegetables kali, sosa y la barrilla (1756)
- Apuntamientos para un discurso sobre la necesidad que hay en España de unos buenos caminos reales y de su pública utilidad (1757)
- De los atunes y de sus transmigraciones (1757)
- Sobre el chasco del meco (1757)
- Mostayo, en castellano, en León, Asturias y Bierzo mostayo, en Liébana mostazo (1757)
- El porqué si y el porqué no (1758)
- Sobre los castellanos de Orense (1758)
- Etimología de la voz Valdeorras y de su puente Cigarrosa (1758)
- Sobre los maragatos (1758)
- Ir a la guerra, navegar, y casar, no se puede aconsejar (1758)
- Onomástico etimológico de la lengua gallega (1758-69)
- Geografía de las cuatro vías militares que salían de Braga a Astorga (1759)
- Disertación sobre las eficaces virtudes y uso de la planta llamada carqueixa (1759)
- Noticia de la Verdadera patria (Alcalá) de El Miguel de Cervantes (1761)
- Tiempo de marras (1761)
- Sobre el origen de las bubas (1761)
- Sobre el origen del nombre Samanos (1761)
- Problema Chorográfico para describir Galicia con un nuevo método (1762)
- La Educación de los niños
- La Pantómetra del P. Sarmiento (fragmento da anterior)
- Nacimiento y crianza de San Fernando en Galicia (fragmento de La Educación de los niños
- Sobre un grande espejo de piedra durísima y cristalina que vino de América. Piedra negra de la América llamada gallinaza, también conocido como discurso sobre la singularísima piedra negra del ara de Lugo (1766) editat per Antolín López Peláez amb el títol Las aras de la catedral de Lugo
- Elementos Etimológicos, siguiendo el método de Euclides, y sobre el origen de las lenguas (1766)
- Catálogo de los pliegos que yo, Fray Martín Sarmiento, benedictino y profeso en San Martín de Madrid, he escrito de mi mano, pluma y letra sobre diferentes asuntos (1767)
- La educación de la Juventud (1768)
- Sobre métodos de estudios de San Isidro (1769)
- Discurso apologético por el arte de rastrear las etimologías de las lenguas vulgares (1770)
- Epistolario
- Disertación sobre el animal zebra, nacido, criado, conocido y cazado antiguamente en España[10]